# Heinrich Tuggener
Heinrich Tuggener (* 1. August 1924 in Cambrai, Frankreich; † 25. Januar 2019 in Bassersdorf) war ein Schweizer Sozialpädagoge und Hochschullehrer.

## Leben
Tuggener wurde 1924 im Norden Frankreichs geboren. 1925 kam er mit seiner Familie in die Schweiz. Sein Vater war Architekt und arbeitete als Zivilangestellter bei der Schweizer Armee; seine Stiefmutter war Primarlehrerin in Zürich. Er wuchs bei seiner Grossmutter auf. Tuggener ging zur Realschule Gelbhausgarten in Schaffhausen und machte dann Militärdienst. Nach seinem Schulabschluss ging er ins Evangelische Lehrerseminar Unterstrass und erhielt 1945 ein Lehrerpatent für Primarschulen. In der psychiatrischen Beobachtungsstation Brüschhalde in Männedorf hatte er seine erste Festanstellung. Dort traf er auch Margaretha Dällenbach, die er 1954 heiratete.
Von 1950 bis 1954 studierte Tuggener an der Universität Zürich die Fächer Pädagogik, Heilpädagogik, Soziologie und Volkskunde. Gleichzeitig arbeitete er am Oberseminar des Kantons Zürich. Im Jahr 1959 promovierte er bei Leo Weber zu «Der Lehrer. Studien über Stand, Beruf und Bildung des Volksschullehrers». Ab 1965 lehrte er an der Schule für Soziale Arbeit Zürich in der Abteilung für Heimerziehung und Heimerzieherausbildung mit Schwerpunkt Professionalisierung. Im Jahr 1971 reichte Tuggener auf Empfehlung seines ehemaligen Doktorvaters seine Habilitationsschrift zu Social Work ein. Diese schickte er an Klaus Mollenhauer und liess sie im Beltz-Verlag veröffentlichen. Seine Antrittsvorlesung an der Universität Zürich hielt er am 21. Februar 1972 zu «Sozial-Pädagogik – Vergangenheit und Zukunft».
Am 1. Oktober 1972 wurde er ausserordentlicher Professor an der Universität Zürich. Er baute einen eigenen Lehrbereich auf: Pädagogik mit besonderer Berücksichtigung der Sozialpädagogik. 1976 wurde er zum ordentlichen Professor befördert. Tuggener leitete verschiedene Forschungsprojekte, die sich mit der Heimerziehung und der Professionalisierung des Personals in diesem Kontext befassten. Er förderte die Erschliessung historischer Quellen und erforschte die Entwicklung des schweizerischen Sozialwesens sowie die Beziehung von Pädagogik und Justiz. In Vorlesungen und Seminaren lehrte er Geschichte der Sozialpädagogik, Systematik der Sozialpädagogik und Praxisforschung. Am 15. Oktober 1989 wurde Heinrich Tuggener emeritiert; der Lehrstuhl wurde 1991 von Reinhard Fatke übernommen.
Von 1982 bis 1988 war Tuggener Präsident der Internationalen Gesellschaft für erzieherische Hilfen. Von 1989 bis 1998 war er Präsident der Schweizerischen Gemeinnützigen Gesellschaft und der Rütlikommission.
Tuggeners Hobbys waren Malen, Zeichnen und das Klavierspiel. Er war ausserdem ein begeisterter Velofahrer, der mit seinen Studenten regelmässig Velo-Exkursionen zu den Wirkungsstätten Schweizer Pädagogen unternahm.
Tuggener verstarb am 25. Januar 2019 in Bassersdorf. Er war Oberst in der Schweizer Armee.

## Schriften (Auswahl)
- Der Lehrer. Studien über Stand, Beruf und Bildung des Volksschullehrers. EVZ, Zürich 1962 (Teildruck der Dissertation: Untersuchungen über den Volksschullehrer und seine Bildung, Universität Zürich, 1961).
- Der Lehrermangel. Morgarten, Zürich 1963.
- Social Work. Versuch einer Darstellung und Deutung im Hinblick auf das Verhältnis von Sozialarbeit und Sozialpädagogik. Beltz, Weinheim 1971 (Habilitationsschrift, Universität Zürich, 1971).